# Kakucsány
Kakucsány (Cucuceni), település Romániában, a Partiumban, Bihar megyében.

## Fekvése
Vaskohtól északnyugatra, Belényestől délkeletre, a Fekete-Körös bal partja mellett, Köszvényes és Gyegyesény közt fekvő település.

## Története
Kakucsány nevét 1588-ban említette először oklevél Kakachien néven. 1808-ban Kakacsény, 1851-ben Kakacseny, 1888-ban Kakacsony, 1913-ban Kakucsány néven írták.
1851-ben Fényes Elek írta a településről: „Kakacseny, Bihar  vármegyében, 138  óhitü lakossal, anyatemplommal, 80 hold urbéri szántóval, 50 hold réttel, 179 hold majorsági erdővel. Birja a váradi görög püspök.”
1910-ben 180 lakosából 4 magyar, 176 román volt. Ebből 176 görögkeleti ortodox, 4 izraelita volt. A trianoni békeszerződés előtt Bihar vármegye Vaskohi járásához tartozott.

## Nevezetesség
- 18. századi ortodox fatemplom[1]